# Nueva Derecha (Israel)
La Nueva Derecha (en hebreo: הימין החדש, HaYamin HaHadash) es un partido político de derechas en Israel, establecido por Ayelet Shaked y Naftali Bennett. La organización afirma ser un partido dirigido tanto hacia las personas seculares como a las religiosas.

## Historia
El partido se formó en diciembre de 2018 cuando Naftali Bennett, Ayelet Shaked y Shuli Mualem abandonaron el partido La Casa Judía, ya ellos consideraban a dicha organización como un partido religioso. El 2 de enero de 2019, se anunció que la columnista del diario Jerusalem Post, Caroline Glick, se había unido al nuevo partido.

## Objetivos del partido
- Asociación plena e igualitaria entre los judíos religiosos y los seculares.
- Oposición al establecimiento de un estado palestino en el Área de Judea y Samaria.
- Preservación de un partido político de derechas fuerte en la Tierra de Israel.